# Klein (Ohm)
Die Klein, insbesondere im Oberlauf auch Gleen genannt, ist ein 23,2 km langer, rechtsseitiger Zufluss der Ohm aus dem Nördlichen Vogelsberg-Vorland in den Landkreisen Vogelsbergkreis und Marburg-Biedenkopf, Hessen.

## Name
Der Fluss wird im Jahr 1281 (super Glene) erstmals schriftlich erwähnt. Die schriftsprachliche Schreibung Klein ist hyperkorrekt für mundartlich Gleen. Der Name leitet sich wohl vom keltischen oder germanischen Wortstamm *glani- für 'glänzend' ab.

## Geographie

### Verlauf
Im äußersten Süden der Oberhessischen Schwelle entspringt die Klein in unmittelbarer westlicher Nachbarschaft zur Rhein-Weser-Wasserscheide. Nach weniger als einem Kilometer Lauf und etwa drei halbe Kilometer nördlich Heimertshausens trifft sie von links auf die nordwestlich strebende Bundesstraße 62. Dieser folgt sie über Ober-Gleen, Kirtorf, wo sie das Wasser der Ohmena aufnimmt, und Lehrbach zur Landkreisgrenze, wo sie noch vor Stadtallendorf auf die rechte Straßenseite wechselt. In Niederklein nimmt sie sodann die Joßklein auf, umfließt hernach gegen den Uhrzeigersinn den Brückerwald, die B 62 nochmals kreuzend, und läuft schließlich nordöstlich Amöneburgs und südöstlich Kirchhains von rechts ihrem Vorfluter Ohm zu.

### Zuflüsse
Liste einer Auswahl der Zuflüsse von der Quelle zur Mündung.
- Heiligenteichbach, von links und Süden vor Kirtorf-Ober-Gleen, ca. 5,8 km und 9,7 km²
- Ohmena, von rechts und Osten in Kirtorf, ca. 6,9 km und 13,0 km²
- Laubach, von rechts und Nordosten nahe dem Retschenhäuser Hof, ca. 7,3 km und 9,0 km²
- Haferbach, von links und Südosten an der Teichmühle vor Kirtorf-Lehrbach, ca. 7,7 km und 26,7 km²
- Diebachsgraben, von links und Süden gegenüber Lehrbach, ca. 5,8 km
- Joßklein, von rechts und Osten gegenüber Stadtallendorf-Niederklein, ca. 14,7 km und 30,4 km²
- Netzebach, von rechts und Norden bei Amöneburg-Schloss Plausdorf, ca. 8,1 km und 29,9 km²

### Orte
Orte am Lauf mit ihren Zugehörigkeiten. Nur die Namen tiefster Schachtelungsstufe bezeichnen Siedlungsanrainer.
Vogelsbergkreis
- Stadt Kirtorf
  - Ober-Gleen (Dorf, fast nur rechts)
  - Kirtorf (Stadt)
  - Retschenhäuser Hof (Einzelanwesen, rechts)
  - Lehrbach (Dorf, überwiegend rechts)
  - Schmitthof (frühere Burg, überwiegend links)

Landkreis Marburg-Biedenkopf
- Stadt Stadtallendorf 
  - Niederklein (Dorf, links)
  - Nixmühle (Einzelanwesen, links)
  - Tod(t)enmühle (Einzelanwesen, rechts)
- Stadt Amöneburg
  - Schloss Plausdorf (links)
- Stadt Kirchhain
  - Waldbrücke (Einzelanwesen, rechts)
  - Fortmühle (Einzelanwesen, links)